# Christoph von Reinsberg
Christoph von Reinsberg, auch Christof von Reinsbergk u. ä., war ein leitender kursächsischer Beamter. Er war Jägermeister im Meißnischen Kreis. 

## Leben und Wirken
Die Biografie von Christoph von Reinsberg wurde noch nicht intensiver erforscht. Er stammte aus dem sächsischen Adelsgeschlecht Reinsberg und trat in den Dienst des Herzogs Moritz von Sachsen. Als dieser in der Schlacht bei Mühlberg 1547 die Kurfürstenwürde erlangte, wurde aus Christoph von Reinsberg ein kursächsischer Jägermeister. Auch nach dem Tod des Kurfürsten Moritz von Sachsen blieb er im Dienst des neuen Kurfürsten August von Sachsen. Von diesem erhielt er zum Beispiel 1555 den Auftrag, die strittige Grenze des Amtes Altenberg zum Herrn von Lobkowitz zu untersuchen.
Reinsberg hatte während seiner Dienstzeit als Jägermeister viel mit Wilderei und Wildschützen zu tun.